# Martin Kreidt
Martin Kreidt (* 1961 in Berlin) ist ein deutscher Theaterautor und Regisseur.

## Leben
Geboren wurde Martin Kreidt 1961 in Berlin, legte sein Abitur in Düsseldorf ab und studierte Schauspiel an der Hochschule für Musik und Darstellende Kunst Stuttgart, sowie ab 1988 Regie an der Universität Hamburg. Seit 1985 ist Kreidt im Bereich des Kinder- und Jugendtheaters in Essen und Hamburg aktiv, leitete Theaterprojekte mit Jugendlichen und Alten u. a. am Thalia Theater in Hamburg, im Ernst Deutsch Theater oder dem Kulturzentrum Kampnagel.
Ab 1992 inszenierte Kreidt als Regisseur sowohl fremde als auch eigene Stücke an verschiedenen Theatern in Hamburg, Zürich, Braunschweig, Oldenburg, Travemünde, Stendal und Magdeburg und war bei der Ruhrtriennale 2006 mit dem Stück Heinrich und Margarete vertreten, einer Bearbeitung von Johann Wolfgang von Goethes Faust für Kinder, gemeinsam verfasst mit Ute Rauwald. Zwischenzeitlich arbeitete er als Texter in Werbeagenturen. Er war zudem als Dozent für Regie und Schauspiel an der Universität Hamburg und der Schauspielakademie Zürich tätig, im Jahr 2001 trat er eine Gastprofessur an der Universität Hamburg an.
Kreidt leitete verschiedene sozial ausgerichtete Theaterprojekte wie die Produktionen Gifted oder Teufelspakt, eine Theaterfassung von Christopher Marlowes Drama Tragicall History of Doctor Faustus, gespielt von ehemaligen Junkies und aufgeführt im Deutschen Schauspielhaus Hamburg. Viele seiner Inszenierungen setzen Laien als Schauspieler ein, zum Beispiel das gemeinsam mit Fans des Hamburger Sportvereins realisierte Projekt "Hinter den Zäunen" am Thalia Theater Hamburg, welches Leben und Alltag von Fußballfans szenisch umsetzt.
Kreidt erhielt bereits als junger Mann einen Einblick in die Welt des Schauspiels: in einem Urlaub in Tunesien wurde er von einer US-amerikanischen Filmproduktion engagiert. So ist er im ersten Teil der Indiana Jones-Reihe, Jäger des verlorenen Schatzes, Regie Steven Spielberg, in wenigen Szenen als deutscher Nazi-Soldat zu sehen. Es wurde eine Szene mit ihm gedreht, in der seine Figur den von John Rhys-Davies gespielten Sallah hinrichten soll, das aber nicht übers Herz bringt und ihn freilässt. Spielberg hielt die abgefilmte Szene und Kreidts Leistung für brillant, sie kam aber aufgrund ihrer Länge nicht in den Film.
Martin Kreidt ist verheiratet und hat zwei Töchter. Er lebt in Hamburg.

## Werkauswahl
- Heinrich und Margarete. Ein Faust für Kinder nach Johann Wolfgang Goethe. Frei erzählt von Martin Kreidt und Ute Rauwald. Theaterverlag Hofmann-Paul, Berlin 2009.
- Type of Town. A classroom Stück für Leute, who have to speak English (englische Passagen von Raphaela Crossey). Theaterverlag Hofmann-Paul, Berlin 2008.[4]
- Hinter den Zäunen (Projekt mit Fans des Hamburger Sportvereins), gemeinsam mit Christoph Twickel
- Antigone muss nach Bautzen, gemeinsam mit Christoph Twickel[5]
- Projekt Prometheus, frei nach Aischylos
- Gifted (Projekt mit Ex-Junkies, Deutsches Schauspielhaus Hamburg)
- Teufelspakt, frei nach Christopher Marlowe (Projekt mit Ex-Junkies)